# Carl Arnold Kortum
Carl Arnold Kortum, född den 5 juli 1745 i Mülheim an der Ruhr, död den 15 augusti 1824 i Bochum i Westfalen, var en tysk humoristisk författare.
Kortum var sedan 1770 praktiserande läkare i staden Bochum. Begagnande sig av originella småstadstyper, som i Bochum utgjorde hans omgivning, utgav han 1784 anonymt första delen av sin på djärv knittelvers skrivna och med de kostligaste träsnitt försedda komiska hjältedikt Die Jobsiade eller, som dess ursprungliga titel lydde, Leben, Meinungen und Thaten von Hieronimus Jobs, dem Candidaten, und wie er sich weiland viel ruhm erwarb, auch endlich als Nachtwächter in Sulzburg starb ... Två delar följde senare, och till den 1824 utgivna 4:e upplagan omarbetade Kortum 1:a delen. "Die Jobsiade" (som kommit i många upplagor) med sina groteska rim och grovt komiska teckningar är skapad som motsats till månskenspoesi och formfilning; den har haft inflytande på Moritz Busch och bibehållit en allmän popularitet.